# Kas (equipa ciclista)
O Kas foi uma equipa ciclista espanhol fundada em 1958 em Vitoria (Álava, País Basco) e desaparecida em 1979, que regressou em 1985 até 1988, data do seu desaparecimento definitivo do ciclismo de estrada. Esta equipa é recordada como um das equipas mais fortes dos anos 1960 e 1970. O nome vem do principal patrocinador, a marca de bebidas basca Kas. A equipa identificava-se com um maillot distintivo de cor amarela com as letras KAS escritas em azul, inspirado na marca registada da bebida.

## História

### Inícios e década de 1960
No seu primeiro ano de existência, baixo a direcção de Luis Goicoechea, o melhor resultado da equipa é um triunfo de Fausto Iza na Volta a Espanha. Em 1959, alinha pela equipa a figura nacional do momento, Federico Martín Bahamontes, campeão da Espanha em 1958 e ganhador da classificação da montanha em Volta a Espanha e Tour de France. Entre os triunfos mais destacados daquele ano, encontram-se três etapas na Volta a Espanha, de Bahamontes, Antonio Karmany e Julio San Emeterio, duas etapas da Volta à Suíça, de Bahamontes, e uma etapa no Dauphiné Libéré, de José Segu. Federico Bahamontes ganhará uma etapa, a classificação da montanha e a classificação geral do Tour de France de 1959, conquanto este se corria por países, e não por equipas. O Águia de Toledo deixaria as fileiras da equipa ao ano seguinte.
Em 1960, Karmany é quem obtém os maiores triunfos para a equipa, ganhando uma etapa e a classificação da montanha da Volta a Espanha, bem como a Subida ao Naranco. Entre os triunfos também destacam outra etapa na Volta, de Antonio Barrutia e a vitória no Campeonato da Espanha de montanha, de Antonio Jiménez. Em 1961 a equipa cresce substancialmente, aumentando-se o elenco a quase o dobro de corredores (muitos deles franceses) e se incorporando André Theillet como director desportivo, junto a Goicoechea. A equipa volta a destacar de novo quase exclusivamente na Volta a Espanha, desta vez com dois triunfos de etapa de Karmany e Angelino Soler, a classificação da montanha de Karmany, e a classificação geral de Soler.
Em 1962 o elenco volta à tradicional estrutura de ciclistas espanhóis, com Dalmacio Langarica como director desportivo. José Segu, com quatro etapas, e José Antonio Momeñe, com duas etapas e a classificação geral, dominam a Volta à Andaluzia. Antonio Karmany, pela sua vez, ganha a Volta à Catalunha e alça-se por terceiro ano consecutivo com a classificação da montanha da Volta a Espanha. Na Volta, mais dois triunfos de etapa passam ao palmarés da equipa, desta vez a cargo de José Segu e Antonio Barrutia. Em 1963, a equipa volta a dominar a Volta à Andaluzia, ganhando duas etapas e a geral com Barrutia, e outras três etapas a cargo de Juan José Sagarduy, Julio Sánchez Salvador e Jacinto Urrestarazu. Carlos Echeverría consegue vencer na Volta à La Rioja, e na Volta conseguem quatro triunfos de etapa, duas de Barrutia, e outros dois de Miguel Pacheco e Valentín Uriona, respectivamente.
Em 1964, Julio Jiménez alinha pela equipa, coincidindo com uma expansão de triunfos para além das fronteiras da Espanha. Francisco Gabica vence numa etapa do Dauphiné Libéré, cuja classificação geral termina ganhando Uriona, vencedor também da Milano-Torino. Juan José Sagarduy, pela sua vez, consegue duas etapas no Tour de l'Avenir. Em Espanha, Barrutia consegue ganhar a Volta à La Rioja, e outros membros da equipa obtêm duas etapas da Volta à Catalunha e três da Volta à Andaluzia. Na Volta a Espanha, a equipa consegue seis etapas (Barrutia, 2; Jiménez, 2; Eusebio Vélez e Michel Stolker) e a classificação da montanha, por Julio Jiménez. Assim mesmo, Julio Jiménez também consegue o triunfo no Campeonato da Espanha de rota.
Em 1965, Francisco Gabica ganha duas etapas da Volta a Valencia e duas da Volta à Catalunha. Valentín Uriona contribui outra etapa da Volta, Juan María Uribezubia a Volta à La Rioja e Antonio Gómez del Moral ganha a classificação geral da Volta e o Campeonato da Espanha de rota. Na Volta a Espanha, outros quatro triunfos de etapa, a cargo de Carlos Echevarría, Julio Jiménez e Manuel Martín, por partida dupla. Por outro lado, Jiménez também se proclama vencedor da classificação da montanha tanto da Vuelta como do Tour de France.
Em 1966, a equipa consegue quatro etapas do Dauphiné Libéré e a Volta à La Rioja. Valentín Uriona converte-se no novo campeão da Espanha de rota, e Francisco Gabica ganha a Volta a Espanha. Eusebio Vélez e Carlos Echeverría completaram o pódio da Vuelta, formado integralmente por ciclistas da Kas. A equipa soma seis triunfos de etapa, a classificação de montanha e retém o maillot de líder durante 14 das 18 jornadas.
Em 1967, ganham a Volta a Levante, a Volta a Aragão, a Volta à La Rioja e duas etapas da Volta à Catalunha. Correm no Giro d'Italia, onde Gabica, Del Moral e González Puente obtêm três triunfos de etapa e a classificação da montanha. Na Volta a Espanha, fazem-se com a classificação por equipas. Em 1968, ganham duas etapas da Volta à Suíça, uma etapa e a classificação por equipas na Volta a Espanha, a classificação da montanha no Tour de France e o Campeonato da Espanha de montanha, no que vence Gregorio San Miguel. Em 1969, os triunfos mais importantes são a Volta à Andaluzia, uma etapa da Volta à Catalunha e as três etapas conseguidas na Volta a Espanha.

### Década de 1970
A nova década começou recheada em resultados, mal destacando a Volta à Andaluzia de José Gómez Lucas e o Campeonato da Espanha de rota de José Antonio González Linares. Em 1971 incorpora-se como director desportivo Antonio Barrutia, e a equipa se faz com os serviços de El Tarangu, o qual consegue a classificação de montanha do Giro d'Italia de 1971. González Linares soma um novo triunfo de etapa na Volta a Espanha.
Em 1972 a equipa volta a arrasar na Volta a Espanha. Consegue ganhar sete etapas e mantém o maillot amarelo durante 17 das 18 etapas, além de conquistar a classificação por equipas, a classificação por pontos com Domingo Perurena e a classificação geral, da montanha e da combinada com José Manuel Fuente. Miguel María Lasa termina 2.º na geral, e outros quatro ciclistas da equipa terminam entre os dez primeiros. Perurena vence também a Volta a Levante e Lasa a Semana Catalã, uma etapa do Giro d'Italia e o Campeonato da Espanha de montanha. No Giro de Itália, Fuente consegue vestir a maglia rosa, mas finalmente Eddy Merckx consegue derrotar-lo e termina 2.º na classificação geral.
Em 1973 entra Eusebio Vélez como director desportivo, junto a Langarica. A equipa ganha a Volta à Suíça, a Volta a Levante, uma etapa da Volta a Espanha e o Campeonato da Espanha de rota, no que vence Perurena. No Tour de France, Fuente acaba 3.º na geral.
Em 1974 Langarica deixa o seu posto a Barrutia. Os integrantes da equipa conseguem ganhar a Volta a Aragão, a Volta aos Vales Mineiros e a Volta ao País Basco, além de duas etapas no Dauphiné Libéré e outra na Volta à Suíça. Fuente ganha a sua segunda Volta a Espanha, triunfo acompanhado com sete triunfos de etapa, a classificação por equipas e a classificação por pontos de Perurena. Vicente López Carril proclama-se campeão da Espanha de rota e Fernando Mendes faz o próprio em Portugal, tanto em estrada como Campeonato de Portugal de ciclismo contrarrelógio.
Em 1975 ganham a Volta a Levante, a Volta às Astúrias, a Volta à La Rioja, a Volta ao País Basco e o Volta à Romandia. Na Volta a Espanha conseguem quatro triunfos de etapa, a classificação por pontos de Lasa e a classificação da montanha de Andrés Oliva. No entanto, e apesar de reter o maillot amarelo durante 19 etapas, na última contrarrelógio perdem a carreira em benefício de Agustín Tamames, ficando Perurena e Lasa por detrás na geral. Domingo Perurena voltou a ganhar o Campeonato da Espanha de rota.
Em 1976 obtêm a vitória na Volta à Catalunha, e triunfos de etapa na Volta ao País Basco, a Volta à Suíça e o Giro d'Italia. Enrique Martínez Heredia consegue vencer na classificação dos jovens no Tour de France. Na Volta a Espanha conseguem-se dois triunfos parciais, a classificação de montanha de Andrés Oliva e a classificação geral, com José Pesarrodona. Em 1977 vencem na Volta ao País Basco e a Volta às Astúrias, e conseguem vitórias de etapa no Volta à Romandia, a Volta à Catalunha, a Volta a Espanha e o Tour de France. Ao ano seguinte repetem-se as vitórias no País Basco e Astúrias, e acrescenta-se o triunfo na Volta a Aragão. A equipa também acumula quatro etapas na Volta a Espanha, bem como o Campeonato da Espanha de rota, na figura de Martínez Heredia.
Em 1979 a estrutura da equipa volta a ver-se misturada com um grande número de ciclistas estrangeiros, maioritariamente belgas, com Lucien Van Impe à cabeça. Robert Lelangue substitui a Antonio Barrutia na direcção da equipa. Conseguem-se principalmente vitórias menores e triunfos parciais, destacando as três etapas da Volta à Catalunha, as duas da Volta a Espanha e uma etapa do Tour de France. Ao termo da temporada, a equipa desapareceria do pelotão.

### Década de 1980
Em 1985 a Kas regressou ao mundo do ciclismo como co-patrocinador da equipa Skil-Sem, dirigido por Jean de Gribaldy. Ao ano seguinte, Kas situou-se como principal patrocinador da equipa, regressando as características cores do maillot da equipa. Junto a De Gribaldy, actuavam também como directores desportivos Faustino Rupérez, Christian Rumeau e Albéric Schotte.
Boa parte das vitórias do Kas vieram protagonizadas pelo irlandês Sean Kelly, que em 1986 ganhou o GP das Nações, a Milão-Sanremo, a Paris-Nice, a Paris-Roubaix e a Volta ao País Basco, além de acabar 3.º na Volta a Espanha e ganhar a classificação por pontos. A isto cabe acrescentar a Volta a Aragão conseguida por Stefan Joho, a Clássica de San Sebastián de Iñaki Gastón e vitórias de etapa no Volta à Romandia, a Volta à Catalunha, o Tour do Mediterrâneo e a Volta à Suíça. Ademais, Acácio da Silva coroou-se como campeão de Portugal em estrada, Pascal Richard ganhou o Campeonato da Suíça de cyclocross e Jacques Decrion o Campeonato da França de meio fundo.
Em 1987, depois do falecimento de Jean de Gribaldy, a equipa voltou a correr baixo o auspício da Federação Espanhola. Sean Kelly seguiu sendo uma peça fundamental da equipa, ganhando a Paris-Nice, o Critérium Internacional e a Volta ao País Basco. Assim mesmo, Kelly foi à Volta a Espanha disposto a ganhá-la, mas quando marchava líder e era claro favorito a falta de uma contrarrelógio individual, se viu obrigado a abandonar por causa de um furúnculo, deixando a vitória em bandeja ao colombiano Luto Herrera. O belga Jean Luc Vandenbroucke também contribuiu triunfos de etapa em diversas competições, destacando a etapa conseguida na Volta a Espanha, bem como o português Da Silva, que conseguiu uma etapa no Tour de France, e o espanhol Juan Carlos González Salvador, que venceu no Campeonato da Espanha de rota.
Em 1988 Kelly voltou a ganhar a Paris-Nice, além da Gante-Wevelgem e a Semana Catalã. Eric Caritoux converteu-se em campeão de France de rota e Da Silva conseguiu triunfos de etapa no Tour de France, o Dauphiné Libéré e a Volta à Suíça. No entanto, o maior sucesso sem dúvida foi o triunfo de Sean Kelly na Volta a Espanha, dando-lhe a última Volta a Espanha à equipa Kas. Apesar desta grande vitória, Kas retiraria o patrocínio ao final da temporada.
Ao que parece, o então proprietário da Kas, Luis Knörr, tinha falado com Kelly para comunicar-lhe que desejava que ficasse na equipa até que se retirasse. No entanto, Knörr faleceu em 1988, antes inclusive de que o irlandês ganhasse a Volta, e depois da sua morte, Kas se retirou do ciclismo profissional.
O conjunto Kas foi a melhor equipa ciclista dos anos 1986, 1987 e 1988 no Ranking UCI.

### Ciclocross
Kas também tem patrocinado a vários ciclistas de cyclo-cross de maneira individual ao longo da sua história. Baixo o seu patrocínio têm sido campeões da Espanha na modalidade José María Basualdo em 1972, 1973 e 1976, José Antonio Martínez Albéniz em 1977 e Iñaki Mayora em 1980.

## Corredor melhor classificado nas Grandes Voltas
| Ano  | Giro d'Italia          | Tour de France            | Volta a Espanha            |
| ---- | ---------------------- | ------------------------- | -------------------------- |
| 1958 | -                      | -                         | 7.º Julio San Emeterio     |
| 1959 | -                      | -                         | 2.º José Segú              |
| 1960 | -                      | -                         | 4.º Antonio Karmany        |
| 1961 | -                      | -                         | 8.º Antonio Karmany        |
| 1962 | -                      | -                         | 4.º Miguel Pacheco         |
| 1963 | -                      | 14.º Patxi Gabica         | 3.º Miguel Pacheco         |
| 1964 | -                      | 7.º Julio Jiménez Muñoz   | 4.º Eusebio Vélez          |
| 1965 | -                      | 10.º Patxi Gabica         | 5.º Carlos Echevarría      |
| 1966 | -                      | 4.º José Antonio Momeñe   | 1.º Patxi Gabica           |
| 1967 | 5.º José Pérez-Francés | -                         | 3.º Aurelio González Ponte |
| 1968 | -                      | -                         | 2.º José Pérez-Francés     |
| 1969 | -                      | 5.º Andrés Gandarias      | 8.º Gregorio San Miguel    |
| 1970 | -                      | 9.º Francisco Galdós      | 6.º Francisco Galdós       |
| 1971 | 4.º Francisco Galdós   | 10.º Vicente López Carril | 16.º Txomin Perurena       |
| 1972 | 2.º José Manuel Fuente | -                         | 1.º José Manuel Fuente     |
| 1973 | 4.º José Pesarrodona   | 3.º José Manuel Fuente    | 4.º José Pesarrodona       |
| 1974 | 5.º José Manuel Fuente | 3.º Vicente López Carril  | 1.º José Manuel Fuente     |
| 1975 | 2.º Francisco Galdós   | 4.º Juan Zurano           | 2.º Txomin Perurena        |
| 1976 | 10.º Juan Pujol Pagés  | 6.º Francisco Galdós      | 1.º José Pesarrodona       |
| 1977 | 13.º José Luis Velho   | 4.º Francisco Galdós      | 4.º Txomin Perurena        |
| 1978 | -                      | 7.º Francisco Galdós      | 2.º José Pesarrodona       |
| 1979 | -                      | 9.º Claude Criquielion    | 2.º Francisco Galdós       |
| 1980 | -                      | 5.º Joaquim Agostinho     | -                          |
| 1981 | -                      | 13.º Marcel Tinazzi       | -                          |
| 1982 | -                      | 15.º Sean Kelly           | -                          |
| 1983 | -                      | 7.º Sean Kelly            | -                          |
| 1984 | -                      | 5.º Sean Kelly            | 1.º Éric Caritoux          |
| 1985 | 46.º Jacques Decrion   | 4.º Sean Kelly            | 6.º Éric Caritoux          |
| 1986 | -                      | 45.º Dominique Garde      | 3.º Sean Kelly             |
| 1987 | -                      | 28.º Gilles Sanders       | 12.º Iñaki Gastón          |
| 1988 | -                      | 18.º Éric Caritoux        | 1.º Sean Kelly             |

## Principais vitórias

### Clássicas
- Clássica de San Sebastián: 1986 (Iñaki Gastón)
- Milão-Sanremo: 1986 (Sean Kelly)
- Paris-Roubaix: 1986 (Sean Kelly)
- Grande Prêmio das Nações: 1986 (Sean Kelly)
- Gante-Wevelgem: 1988 (Sean Kelly)

### Carreiras por etapas
- Volta à Catalunha: 1962 (Antonio Karmany), 1965 (Antonio Gómez del Moral), 1973 (Domingo Perurena), 1986 (Sean Kelly)
- Critérium do Dauphiné Libéré: 1964 (Valentín Uriona)
- Volta à Suíça: 1973 (José Manuel Fuente)
- Volta à Romandia: 1975 (Francisco Galdós)
- Paris-Nice: 1986, 1987 e 1988 (Sean Kelly)
- Volta ao País Basco: 1986 e 1987 (Sean Kelly)
- Critérium Internacional: 1987 (Sean Kelly)